# GI-660
La GI-660, popularment coneguda com camí de la Ganga, o carretera de la Ganga, és una carretera del Baix Empordà, antigament anomenada provincial, actualment gestionada per la Generalitat de Catalunya. Les lletres GI corresponen a la demarcació provincial de Girona.
Té l'origen al centre de la vila de la Bisbal d'Empordà, a l'Avinguda de les Voltes, al costat de llevant del pont sobre el Daró, des d'on s'adreça cap al sud, decantant-se progressivament cap al sud-est, per arribar a Calonge en 16 quilòmetres de recorregut. Al final del seu recorregut, a l'Avinguda de Sant Jordi, enllaça amb la carretera GI-661. El punt més alt és el Coll de la Ganga, a 210 metres sobre el nivell del mar.
En el seu recorregut travessa bona part dels termes municipals de la Bisbal d'Empordà i de Calonge i, entremig, trepitja un extrem del terme de Cruïlles, Monells i Sant Sadurní de l'Heura.